# Glanzende spleetvezelkop
De glanzende spleetvezelkop (Inocybe pseudodestricta) is een schimmel behorend tot de familie Inocybaceae. Hij vormt ectomycorrhiza met eik (Quercus), populier (Populus) en linde (Tilia) in jonge bosjes en parken op enigszins kalkrijke klei en zand.

## Kenmerken

### Uiterlijke kenmerken
Hoed
De hoed heeft een diameter tot 4,5 cm. De vorm is aanvankelijk neigend naar conisch, daarna opgezwollen met een duidelijke stompe umbo. De kleur is roodachtig of kastanjebruin.
Lamellen
De lamellen zeer licht crèmewit van kleur bij jonge basidiomen, daarna okergeel, uiteindelijk kaneelbruin met olijfkleurige tinten.
Steel
De steel is cilindrisch, enigszins verbreed naar de basis, niet bolvormig, in de lengterichting doorkruist door lichte strepen, berijpt in het bovenste derde deel, elders een beetje fibrilleus. De kleur is vuil wit of met lichte crèmekleurige tinten in de jonge vurchtlichamen, daarna honingkleurig, uiteindelijk oker, roodbruin in de bovenste helft op volwassen leeftijd.
Geur en smaak
Het vlees is licht spermatische met een lichtzure smaak.

### Microscopische kenmerken
De basidia zijn 4-sporig, ook wel 2-sporig en zeldzaam 1-sporig. De sporen meten (8)9-12(15) × 5-6(7) µm. De cheilocystidia zijn overvloedig aanwezig, subfusiform tot sublageniform met, wand 1,5-2 µm dik en meten 50-70 × 12-18(20) µm. De pleurocystidia zijn vergelijkbaar tot 80-85 µm lang. D caulocystidia zijn overvloedig aanwezig in het eerste bovenste derde deel van de steel, zeldzaam in het midden, over het algemeen vergelijkbaar met hymeniale cystidia en soms gemengd met cystidiale haren.

## Verspreiding
De glanzende spleetvezelkop komt in Nederland vrij zeldzaam. Hij staat op de rode lijst in de categorie 'Kwetsbaar'.

## Naam
Pseudo, komt van het Griekse woord ψεῦδος = onwaar; destricta van het Latijnse destringo = scheuren, vanwege het uiterlijk van de hoed.